# Júzcar
Júzcar er en by og kommune i det sydlige Spanien i provinsen Málaga. Den har et indbyggertal på 227 (2024) indbyggere.